# 가빈 크릴
가빈 크릴(Gavin Creel, 1976년 4월 18일 ~ 2024년 9월 30일)은 뮤지컬 극장에서의 업적으로 잘 알려진 미국의 배우, 가수였다. 경력 기간 동안 그래미상, 토니상, 드라마 데스크상 및 로런스 올리비에상을 받았다.
크릴은 2002년 서러울리 모던 밀리(Thoroughly Modern Millie)에서 지미 역으로 브로드웨이 데뷔한 후 2009년 헤어 (뮤지컬)의 브로드웨이 리바이벌 작품에서 클로드 역을 맡았으며 두 작품 모두 토니상 후보에 올랐다. 2012년부터 2015년까지 그는 몰몬경에서 프라이스 장로로 출연했다. 그는 뮤지컬의 웨스트 엔드 버전에서 역할을 창안한 공로로 로렌스 올리비에 상을 받았으며 미국 내셔널 투어와 브로드웨이에서 역할을 맡았다. 브로드웨이의 헬로 돌리 (뮤지컬)에서 코넬리우스 해클 역으로 2017년 토니상을 수상했다.

## 같이 보기
- 뉴욕 프라이드 행진